# 25e Panzerdivision
La 25e Panzerdivision était une division blindée de la Wehrmacht durant la Seconde Guerre mondiale.

## Histoire

Insigne de la Division

La 25e Panzerdivision a été créée le 25 février 1942 à Eberswalde en Allemagne puis transférée en Norvège pour être renforcée avec des éléments de la garnison d'Oslo: la Panzerabteilung zur besonderer Verwendung 40. En novembre 1942, la division est renforcée et en juillet 1943, elle est finalement définie comme une division blindée. Elle est transférée en France sur les ordres de l'inspecteur-général des troupes blindées, Heinz Guderian comme une unité de renfort pour l'invasion hypothétique des alliés en France. Paradoxalement, elle n'a jamais servi sur le front occidental. 
La qualité de l'équipement était variée, puisque le régiment de Panzer reçut des chars français et allemands quelque peu dépassés en 1943 : Renault R35, Hotchkiss H39, B1 bis, Panzer IV (une compagnie), ainsi que des chars  modernes allemands Tiger (une compagnie). Le régiment d'artillerie avait des pièces d'artillerie moderne, équipant un bataillon. Le bataillon de reconnaissance n'avait pas de voitures blindées et fut entièrement composé de motocyclettes. 
La division a été transférée sur le front de l'Est, malgré l'opposition de Guderian. Elle est alors rattachée à la 4e armée de Panzer (4. Panzerarmee) (Groupe d'armées Nord Ukraine) et participe à des combats à Jytomyr en décembre 1943. La 25e Panzerdivision est écrasée à proximité de Kamianets-Podilskyi sur le fleuve Dniestr au cours de sa retraite (printemps 1944). 
À l'été 1944, les restes de la division sont rejoints par des unités de la garnison du Danemark et la division est réactivée au Danemark et en France. À ce moment, la Wehrmacht aux abois n'a pu lever qu'un semblant de Panzerdivision pour être réorganisée en kampfgruppe. La formation est envoyée pour combattre l'Armée rouge et elle combat pour la défense des points de passage de la Vistule. Certaines parties de la division ont également participé à la répression de l'Insurrection de Varsovie. Elle subit de lourdes pertes pendant la retraite de l'Oder en janvier 1945. 
Pendant l'hiver de 1945, la division est réduite à la taille d'un régiment. À la fin avril 1945 et mai 1945, elle est engagée, au sein du Groupe d'armées Ostmark, dans la défense de l'Autriche où elle est presque complètement détruite. Puis elle se rend aux forces soviétiques[réf. nécessaire].

## Commandants
| Début            | Fin              | Grade                              | Nom              |
| ---------------- | ---------------- | ---------------------------------- | ---------------- |
| 20 février 1942  | 31 décembre 1942 | Generalleutnant                    | Johannes Haarde  |
| 1er janvier 1943 | 14 novembre 1943 | Generalleutnant                    | Adolf von Schell |
| 15 novembre 1943 | 19 novembre 1943 | Generalleutnant                    | Gorg Jauer       |
| 20 novembre 1943 | 10 mai 1944      | Generalmajor puis, Generalleutnant | Hans Tröger      |
| 1er juin 1944    | 18 juillet 1944  | Generalmajor                       | Oswin Grolig     |
| 19 juillet 1944  | Mai 1945         | Oberst puis, Generalmajor          | Oskar Audorsch   |

## Ordre de batailles

### 1942
- Schützen-Regiment 146
  - Schützen-Bataillon I
  - Schützen-Bataillon II
  - Schützen-Bataillon III
- Panzer-Abteilung 214
  - Panzerjäger-Kompanie 514
- Artillerie-Abteilung 91 (motorisé)
- Panzer-Jäger-Kompanie 87

### Juin 1943
- Panzer-Grenadier-Regiment 146 
  - Panzergrenadier-Bataillon I
  - Panzergrenadier-Bataillon II
- Panzer-Grenadier-Regiment 147
  - Panzergrenadier-Bataillon I
  - Panzergrenadier-Bataillon II
- Panzer-Regiment 9 
  - Panzer-Abteilung I
  - Panzer-Abteilung II
- Panzer-Artillerie-Regiment 91
  - Panzer-Artillerie-Abteilung I
  - Panzer-Artillerie-Abteilung II
  - Panzer-Artillerie-Abteilung III
- Panzer-Jäger-Abteilung 87
- Kradschützen-Battalion 87
- Panzer-Pionier-Battalion 87
- Panzer-Nachrichten-Abteilung 87
- Kdr-Panzer-Division Naschsch.Tr.87
- Felders-Battalion 87

### Décembre 1943, Ukraine
- Panzer-Regiment 9 
  - Panzer-Abteilung I
  - Panzer-Abteilung II
- Panzer-Grenadier-Regiment 146 
  - Panzergrenadier-Bataillon I
  - Panzergrenadier-Bataillon II
- Panzer-Grenadier-Regiment 147 
  - Panzergrenadier-Bataillon I
  - Panzergrenadier-Bataillon II
- Kradschützen-Battalion 87
- Feldersatz-Battalion 87
- Panzer-Artillerie-Regiment 91  
  - Panzer-Artillerie-Abteilung I
  - Panzer-Artillerie-Abteilung II
  - Panzer-Artillerie-Abteilung III
- Heeres-Flak-Artillerie-Abteilung 279
- Panzer-Jäger-Abteilung 87
- Panzer-Pionier-Battalion 87
- Panzer-Nachrichten-Abteilung 87
- Panzer-Versorgungstruppen

## Théâtres d'opérations
- Norvège (février 1942 - août 1943) 
  - Entrainement et force d'occupation
- Danemark (août 1943 - septembre 1943)
- France 'septembre 1943 - octobre 1943)
- Front Est secteur central (octobre 1943 - mai 1944)
  - Ouest de l'Ukraine (destruction)
- Danemark (mai 1944 - septembre 1944)
  - Réorganisation
- Pologne (septembre 1944 - avril 1945)
- Allemagne de l'Est (avril 1945 - mai 1945)

## Récompenses
- 3 membres de la 25e Panzerdivision sont faits Chevaliers de la Croix de fer.